# Stimmkreis Main-Spessart
Der Stimmkreis Main-Spessart ist einer von rund 90 Stimmkreisen bei Wahlen zum Bayerischen Landtag und zu den Bezirkstagen sowie bei Volksentscheiden. Er gehört zum Wahlkreis Unterfranken.
Mindestens seit der Landtagswahl 2008 umfasst er den Landkreis Main-Spessart.

## Landtagswahl 2023
Zur Landtagswahl 2023 traten folgende Parteien und Direktkandidaten im Stimmkreis Main-Spessart an und erzielten folgende Ergebnisse:
| Nr. | Direktkandidat  | Partei       | Erststimmen in % | Gesamtstimmen in % |
| --- | --------------- | ------------ | ---------------- | ------------------ |
| 1   | Thorsten Schwab | CSU          | 42,3             | 42,4               |
| 2   | Anja Baier      | GRÜNE        | 12,3             | 12,1               |
| 3   | Anna Stolz      | Freie Wähler | 16,9             | 15,8               |
| 4   | Falko Keller    | AfD          | 13,8             | 14,5               |
| 5   | Pamela Nembach  | SPD          | 8,4              | 8,7                |
| 6   | Simon Ruck      | FDP          | 1,7              | 2,0                |
| 7   | Jakob Schmitz   | LINKE        | 1,2              | 1,2                |
| 8   | Florian Amend   | BP           | 1,9              | 1,4                |
| 9   | Thorsten Ruf    | ÖDP          | 1,6              | 1,4                |
| 10  | -               | dieBasis     | -                | 0,5                |

## Landtagswahl 2018
Im Stimmkreis waren insgesamt 99.733 Einwohner wahlberechtigt. Die Landtagswahl am 14. Oktober 2018 hatte folgendes Ergebnis:
| Direktkandidat     | Partei           | Erststimmen in % | Gesamtstimmen in % | Veränderung der Gesamtstimmen im Vergleich zur Landtagswahl 2013 in % |
| ------------------ | ---------------- | ---------------- | ------------------ | --------------------------------------------------------------------- |
| Thorsten Schwab    | CSU              | 38,6             | 41,4               | − 6,2                                                                 |
| Sven Gottschalk    | SPD              | 12,6             | 11,3               | − 6,4                                                                 |
| Anna Stolz         | Freie Wähler     | 14,1             | 11,7               | − 2,6                                                                 |
| Georg Münch        | GRÜNE            | 12,8             | 13,8               | + 6,0                                                                 |
| Peter Sander       | FDP              | 4,3              | 4,0                | + 2,4                                                                 |
| Stefan Häuslein    | LINKE            | 2,7              | 2,6                | + 1,1                                                                 |
| Matthias Herberich | BP               | 0,8              | 0,7                | − 0,3                                                                 |
| Herbert Pröstler   | ÖDP              | 0,5              | 0,5                | − 0,4                                                                 |
| Mirco Lukas        | PIRATEN          | 0,6              | 0,6                | − 1,5                                                                 |
| Joachim Hubrich    | Die Franken      | 1,7              | 1,7                | − 1,9                                                                 |
| Kurt Schreck       | AfD              | 9,2              | 9,2                | + 9,2                                                                 |
| Thomas Lemmer      | mut              | 0,3              | 0,4                | + 0,4                                                                 |
| -                  | Die Partei       | -                | 0,3                | + 0,3                                                                 |
| Svenja Sänger      | Tierschutzpartei | 1,3              | 1,2                | + 1,2                                                                 |
| Heinz Großhans     | V-Partei³        | 0,4              | 0,4                | + 0,4                                                                 |

## Landtagswahl 2013
Die Wahlbeteiligung der 101.066 Wahlberechtigten im Stimmkreis betrug 66,9 Prozent, bei einem Landesdurchschnitt von 63,9 Prozent war dies Rang 21 unter den 90 Stimmkreisen. Das Direktmandat ging an Thorsten Schwab (CSU).
| Direktkandidat       | Partei       | Erststimmen | Gesamtstimmen | Gesamtstimmen ggü. Bayern (%p) | Gesamtstimmen ggü. 2008 (%p) |
| -------------------- | ------------ | ----------- | ------------- | ------------------------------ | ---------------------------- |
| Thorsten Schwab      | CSU          | 43,1 %      | 47,6 %        | −0,1 %                         | +0,2 %                       |
| Harald Schneider     | SPD          | 18,7 %      | 17,8 %        | −2,8 %                         | +3,8 %                       |
| Günther Felbinger    | FREIE WÄHLER | 17,8 %      | 14,3 %        | +5,3 %                         | −2,8 %                       |
| Gerhard Kraft        | GRÜNE        | 8,1 %       | 7,8 %         | −0,8 %                         | −0,5 %                       |
| Robert Würll-Hörning | FDP          | 1,6 %       | 1,7 %         | −1,6 %                         | −3,2 %                       |
| Dieter Lemmink       | DIE LINKE    | 1,4 %       | 1,5 %         | −0,6 %                         | −2,3 %                       |
| Michaela Schwab      | ÖDP          | 0,9 %       | 0,9 %         | −1,1 %                         | −0,1 %                       |
| Jürgen Langanki      | REP          | 1,8 %       | 1,7 %         | +0,7 %                         | +0,0 %                       |
| Florian Amend        | BP           | 1,1 %       | 1,0 %         | −1,1 %                         | +0,9 %                       |
| Joachim Gehrig       | DIE FRANKEN  | 3,4 %       | 3,6 %         | X                              | X                            |
| Jürgen Neuwirth      | PIRATEN      | 2,2 %       | 2,1 %         | +0,1 %                         | X                            |

## Landtagswahl 2008
Wahlberechtigt waren bei der Landtagswahl 2008 101.958 Einwohner. Die Wahlbeteiligung betrug 59,2 %. Die Wahl hatte folgendes Ergebnis:
| Direktkandidat      | Partei                | Erststimmen in % | Gesamtstimmen in % | Veränderung der Gesamtstimmen im Vergleich zur Landtagswahl 2003 in % |
| ------------------- | --------------------- | ---------------- | ------------------ | --------------------------------------------------------------------- |
| Eberhard Sinner     | CSU                   | 45,4             | 47,4               | - 14,3                                                                |
| Harald Schneider    | SPD                   | 14,6             | 14,0               | - 3,2                                                                 |
| Simone Tolle        | Bündnis 90/Die Grünen | 8,9              | 8,3                | + 1,8                                                                 |
| Günther Felbinger   | Freie Wähler          | 18,4             | 17,1               | + 9,9                                                                 |
| Reiner Hellbrück    | FDP                   | 4,7              | 4,9                | + 2,9                                                                 |
| Jürgen Langanki     | REP                   | 1,8              | 1,7                | - 1,4                                                                 |
| Gudrun Schöpf       | ödp                   | 1,1              | 1,0                | - 0,7                                                                 |
| -                   | BP                    | -                | 0,1                | + 0,1                                                                 |
| Helmut Ossadnik     | Die Linke             | 3,9              | 3,8                | + 3,8                                                                 |
| Matthias Bauerfeind | NPD                   | 1,3              | 1,2                | + 1,2                                                                 |
| -                   | RRP                   | -                | 0,5                | + 0,5                                                                 |